# Lauren Irwin
Lauren Irwin (Sunderland, 20 de agosto de 1998) é uma remadora britânica.

## Carreira
Irwin é de Peterlee, no Condado de Durham, e frequentou a Escola Católica St Bede e o Durham Sixth Form Centre. De 2016 a 2019, ela estudou saúde esportiva e exercícios na Universidade de Durham. Ela era membro do College of St Hild e St Bede, Durham , mas nunca competiu pelo clube de barco.
Irwin fez sua estreia sênior na regata da Copa do Mundo de 2021 em Sabaudia. No Campeonato Europeu de Remo de 2022 em Munique, Irwin fez parte da equipe britânica que conquistou a medalha de prata no oito feminino. Ela repetiu essa conquista um ano depois no Campeonato Europeu de Remo de 2023, realizado no Lago Bled.
Nos Jogos Olímpicos de Verão de 2024, em Paris, conquistou a medalha de bronze na competição de oito com feminino, ao lado de Annie Campbell-Orde, Holly Dunford, Emily Ford, Heidi Long, Rowan McKellar, Eve Stewart, Harriet Taylor e Henry Fieldman com o tempo de 5:59.51.